# Stephan I. (Mâcon)
Stephan I. genannt Tollkopf (Étienne I. Tête Hardie) (* 1065; † 18. Mai 1102 in Askalon) war ein Graf von Mâcon und Vienne aus dem Haus Burgund-Ivrea. Er war ein Sohn des Grafen Wilhelm I. von Burgund und der Étiennette von Longwy-Metz. Obwohl er selbst nie amtierender Graf von Burgund war, wird er in den Chroniken zumeist Stephan von Burgund genannt. Einer seiner Brüder war der Papst Kalixt II.
Stephan heiratete Beatrix von Lothringen, eine Tochter von Herzog Gerhard von Lothringen. Ihre Kinder waren:
- Isabella (* um 1090/95; † nach 1125), ⚭ 1110 mit Graf Hugo I. von Champagne
- Rainald III. († 1148/49), Nachfolger als Graf von Mâcon und Vienne, ab 1127 Graf von Burgund
- Wilhelm III. († 27. September 1155), Graf von Mâcon, Vienne und Auxonne
- Clemence († 1164), ⚭ 1120 mit Guigues IV. der Delfin, Graf von Albon

## Der Kreuzzug von 1101
Stephan übernahm im Alter von 32 Jahren die Regentschaft in der Grafschaft Burgund, nachdem sein älterer Bruder, Graf Rainald II., 1097 auf dem Ersten Kreuzzug gezogen und dabei gestorben war. Stephan entschloss sich darauf, ebenfalls eine bewaffnete Pilgerfahrt zu begehen. Er schloss sich dem Grafen Stephan von Blois an, der schon ein Teilnehmer des ersten Kreuzzuges gewesen war, diesen aber vorzeitig abgebrochen und dadurch Schande auf sich gezogen hatte. Mit dem sogenannten Kreuzzug von 1101 wollte der Graf von Blois seine Schmach vergessen machen.
In Kleinasien vereinten sie ihre Truppen mit denen des Grafen Raimund von Toulouse, ebenfalls einem prominenten Anführer des Ersten Kreuzzuges, der inzwischen im Dienste des byzantinischen Kaisers stand. Statt wie vorgesehen den Weg des Ersten Kreuzzuges durch Kleinasien zu gehen, mussten sie auf Druck des überlegenen lombardischen Kontingentes ihres Heeres gegen den Emir der Danischmenden ziehen, um den gefangenen Bohemund von Tarent zu befreien. Nach der Einnahme von Ankara am 23. Juni 1101 zog das Heer nach Norden, Richtung Schwarzes Meer. Stephan von Burgund befehligte die Vorhut und hielt mit seinen Rittern einem Angriff der Danischmenden stand, während seine ihm untergebenen Lombarden die Flucht ergriffen hatten. Bei Mersivan wurden die Kreuzfahrer dann von einem großen Heer der Danischmenden und Seldschuken gestellt und vernichtend geschlagen. Stephan, Raimund von Toulouse, Stephan von Blois und einigen wenigen Überlebenden ihres Heeres gelang die Flucht nach Konstantinopel.
Kaiser Alexios I. sorgte im Frühjahr 1102 für ihre Überfahrt per Schiff nach Antiochia. Dort vereinten sie sich mit den Kreuzfahrern um den Grafen von Nevers und den Herzog von Aquitanien, die kurz nach ihnen ebenfalls durch Kleinasien gezogen und dabei von den Seldschuken vollständig aufgerieben worden waren. Der Graf von Vermandois und der Herzog von Burgund waren bei diesen Kämpfen getötet wurden. Gemeinsam zogen sie Richtung Süden und halfen Raimund von Toulouse bei der Eroberung der Hafenstadt Tortosa.
Von Raimund trennten sie sich daraufhin, weil dieser nicht bereit war, mit ihnen nach Jerusalem zu ziehen. Dort traf die Kreuzrittergruppe im März 1102 ein und der Graf von Blois konnte durch die Erfüllung des 1097 abgelegten Gelübdes sein Ansehen wiederherstellen. Im April 1102 entschloss man sich zur Rückreise per Schiff in die Heimat. Stephan nahm ein Schiff zusammen mit dem Grafen von Blois, doch während das des Herzogs von Aquitanien die offene See erreichte, wurde ihres von einem Sturm an die Küste Palästinas gedrückt und erlitt bei Jaffa Schiffbruch. Bevor die beiden Grafen ein neues Schiff aufbringen konnten, traf die Nachricht vom Herannahen eines großen ägyptischen Heeres ein. Die beiden Stephane entschlossen sich daraufhin, dem König Balduin I. von Jerusalem im Kampf beizustehen, und kämpften mit in der zweiten Schlacht von Ramla (17. Mai 1102). Graf Stephan von Blois wurde in der Schlacht getötet. Dem Chronisten Albert d’Aix zufolge geriet Stephan von Burgund in die Gefangenschaft der Ägypter und wurde wenig später von ihnen im nahen Askalon enthauptet.